# فرش المكياج

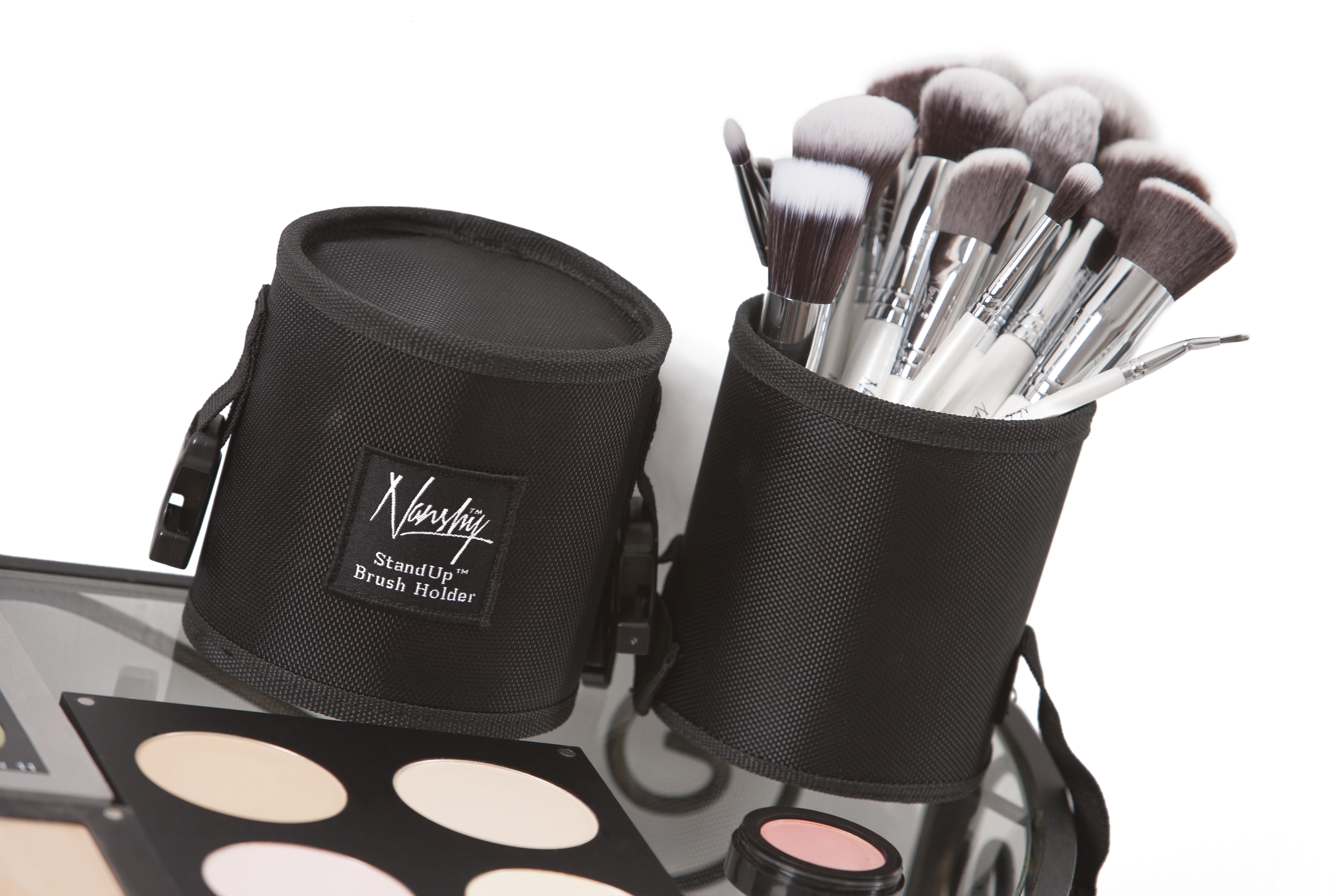
فرش المكياج

فرشاة المكياج هي أداة ذات شعيرات مصنوعة من مواد طبيعية أو صناعية تستخدم لوضع المكياج أو الرسم على الوجه . يصنع مقبض الفرشاة عادة من البلاستيك أو الخشب، بالإضافة إلى أن استخدام الفرشاة المناسبة لوضع المكياج, يساعد على مزجه بشكل أفضل على الوجه.
أشكال و أحجام الفرش المستخدمة تتنوع طبقا لنوع مستحضر المستخدم و النتيجة المطلوبة و جزء الوجه المراد اتطبيق عليه . على سبيل المثال ، قد يكون شكل رأس الفرشاة المستخدمة مسطحا أو مستقيمًا أو دائريًاأو مدببًا ذا زاوية.

## أنواع فرش المكياج (بناء على المنطقة المراد التطبيق عليها)

### وجه

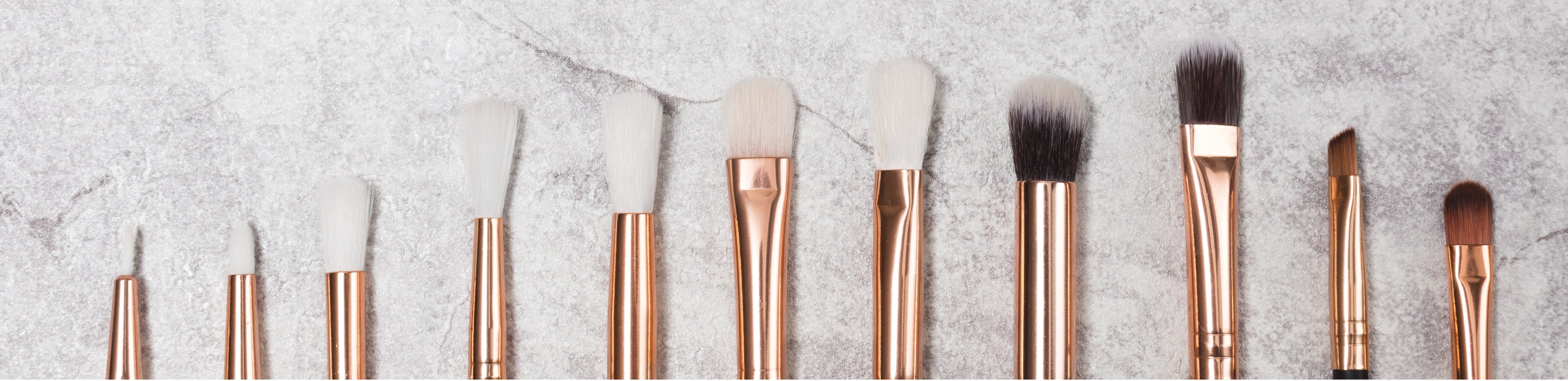
نصائح فرشاة ماكياج تستخدم لمكياج الوجه

- - فرشاة كريم الأساس - شعيرات طويلة ومسطحة ذات رأس مدبب [1]
- فرشاة البودرة - شعيرات منتفخة و ناعمة وكثيفة ومستديرة
- فرشاة المروحة - تُستخدم لإزالة الغبار من أي تساقط و لتطبيق الاضائة على أعلى نقاط الوجه. تصنع فرشاة المروحة الكبيرة عادة من ألياف طبيعية ويتم توزيعها بزاوية 180 درجة لتغطي محيطًا كبيرًا من الوجه.
- فرشاة أحمر الخدود - شعيرات ناعمة ذات رأس مستدير
- فرشاة بودرة التسمير - مصنوعة من شعيرات طبيعية ورقيقة الشكل. تستخدم الفرشاة لوضع البودرة بشكل جميل وتوزع المنتج بالتساوي على الجلد. كما يمكن استخدام هذه الفرشاة لتطبيق مساحيق الوجه إذا كانت فرشاة البودرة العادية كبيرة جدًا بحيث لا يمكن استخدامها.
- فرشاة مخفي العيوب - ناعمة ومسطحة برأس مدبب وقاعدة عريضة
- فرشاة كابوكي - يوجد منها نوعان : فرشاة ذات قمة مسطحة و أخرى بزاوية. كلا النوعين معبأان بكثافة. هذه الفرشاة هي الأفضل لتطبيق الأسس السائلة كما أنها توفر تغطية كاملة.
- فرشاة ثنائية الألياف متعددة الأغراض - رأس مسطح ، دائري و يشبه ملمس الريش
- فرشاة البودرة المعدنية - سميكة ومستديرة
- فرشاة تحديد الوجه - مائلة ومدورة لعظام الوجنتين
- إسفنجة الوجواوه - ذات أشكال متنوعه وقوام إسفنجي (تستخدم رطبة أو جافة) [2]
- فرشاة الاضائة - عادة ما تكون هذه الفرشاة مصنوعة من شعيرات طبيعية و تعتبر صغيرة الحجم إلى حد ما. تساعد الشعيرات المدببة والمستطيلة على وضع بودرة الاضائة على أعلى نقاط الوجه بشكل جميل كما يساعد شكل الشعيرات المدبب على تطبيق البودرة على البشرة بشكل متساوي.
- فرشاة المزج - تصنع فرش المزج باستخدام شعيرات طبيعية و منتفخه حيث يتم استخدامها لمزج أي حواف قاسية للحصول على تأثير سلس كما تعمل بشكل جيد مع منتجات البودرة لأنها مصنوعة من الألياف الطبيعية.

### عيون
- فرش ظلال العيون:
  - فرشاة التظليل المسطحة - تصنع هذه الفرشاة من ألياف صناعية أو طبيعية وهي مسطحة الشكل حيث يتم استخدامها لتعبئة ظلال العيون البودرة والكريمية بالتساوي على منطقة الجفن.
  - فرشاة التظليل للزوايا - تصنع الفرشاة المشطوفة من ألياف طبيعية حيث يتم استخدامها لتطبيق الظلال الغامقة على الزاوية الخارجية للحصول على مظهر أكثر تفصيلاً. [3]
  - فرشاة مزج منتفخة - عادة ما يتم صنع فرش المزج باستخدام شعيرات طبيعية حيث يتم استخدامها لمزج أي حواف قاسية للحصول على تأثير سلس كما تعمل بشكل أفضل مع منتجات البودرة لأنها مصنوعة من الألياف الطبيعية.
  - فرشاة منتصف العين - يمكن صنع هذه الفرشاة بشعيرات طبيعية أو صناعية ولها رأس مدبب. تمزج الفرشاة اللون في منتصف العين بشكل جميل دون تحريكه كثيرًا كما أنها أصغر من سابقاتها بكثير.
  - فرشاة العين الصغيره - هذه الفرشاة أصغر بكثير من فراشي الدمج السابقة وعادة ما تكون مصنوعة من ألياف طبيعية حيث يمكن استخدامها لإضافة الألوان إلى المساحات الأصغر في العين حيث تساعد على المزج دون نشر الألوان كثيرًا. كما يمكن استخدامها لعظام الحاجب والزاوية الداخلية للعين لإبرازها حيث تستخدم بشكل جيد مع البودرة.
- فرشاة الكحل مدببة - وهي مصنوعة من ألياف صناعية ولها نهاية مدببة قليلة الشعيرات، لتساعد في تحديد الكحل بشكل حاد.
- فرشاة نشر الكحل - تصنع هذه الفرشاة من شعيرات طبيعية للاستخدام المتساوي وتصلح لاستخدامها مع البودرة والكريمات.
- عصا الماسكارا - عادةً تأتي مع الماسكارا ، ولكن يمكن أيضًا استخدام فرش الماسكارا التي تستخدم لمرة واحدة عندما يتم تطبيق الماسكارا على عدة أشخاص مختلفين. [4]
- فرشاة الحواجب - طويلة ورفيعة بشعيرات أكثر صلابة
- مشط الرموش والحواجب - يستخدم المشط للمحافظة على شعر الحاجب ثابتا كما يساعد مشط الرموش على إزالة تكتل الماسكارا على الرموش للتخلص من شكل الرموش العنكبوتية.
- فرشاة الحاجب المزدوجة - هذه فرشاة متعددة المهام حيث يمكنك ملء حاجبيك و تحديد خط الرموش العلوي باستخدام النهاية المائلة. عادة ما تصنع هذه الفرشاة من شعيرات صناعية حيث يمكن استخدامها مع البودرة والسوائل والكريمات. تساعد نهاية الملف اللولبي لهذه الفرشاة في مزج مستحضر الحاجب لجعله يبدو طبيعيًا قدر الإمكان.

### شفه
- فرشاة تحديد الشفاه - هذه الفرشاة أكبر قليلاً من فرشاة تحديد الشفاه الصغيرة و تستخدم عادة للحصول على شكل محدد للشفاه.
- فرشاة الشفاه - تستخدم هذه الفرشاة لملء الشفاه باستخدام لون الشفاه المختار كما تمنح لونا متساويا.
- فرشاة وضع ملمع الشفاه - عادة ما تأتي مع ملمع الشفاه وعادة ما تكون مائلة الشكل.

## أنواع شعيرات فرش المكياج
قد يتغير شكل المكياج بناء على المواد المستخدمة لصنع الفرشاة.حيث يمكن أن تكون شعيرات فرشاة المكياج صناعية أو طبيعية. ، تعتبر الفرشاة نفسها مهمة أثناء تطبيق الماكياج حيث يمكن أن تحدد كيفية تطبيق المنتج: ، حيث يمكن أن تساعد الفرشاة على وضع الكثير أو القليل من المنتج اعتمادًا على نوع فرشاة الماكياج .

### شعيرات اصطناعية
الشعيرات الاصطناعية هي أكثر المواد المستخدمة في فرش المكياج. غالبا ما تتواجد هذه الفرش في الصيدليات ومتاجر مستحضرات التجميل. قد تكون الشعيرات المصنوعة من البلاستيك أو النايلون أو ألياف صناعية أخرى مصبوغة. غالبًا ما تستخدم الشعيرات الاصطناعية مع المنتجات السائلة و الكريمية ، لأنها تساعد على مزج المنتجات بسهولة أكبر ولن تمتص المنتج بقدر ما تمتصه الفرشاة ذات الشعر الطبيعي.  الفرش الاصطناعية لا تصنع من نتائج التجارب على الحيوانات وعادة ما تدوم الفرش الاصطناعية لفترة أطول من فرش الشعر الطبيعي لأنها لا تتحلل وليست هشة.

### شعيرات طبيعية
غالبًا ما تكون الشعيرات الطبيعية داكنة اللون ، وليست فائقة النعومة ، وتتساقط ، وتحمل الأصباغ بشكل أفضل ويصعب غسلها. نظرًا لأن الشعيرات الطبيعية مسامية جدًا ، فإنها تلتقط المزيد من المستحضرات وتوزعها بالتساوي. تستخدم الفرشاة الطبيعية بشكل أفضل مع منتجات البودرة ومن الأفضل عدم استخدامها مع المنتجات السائلة أو الكريمية لأنها ستتشرب معظم المنتجات. على الرغم من أن الشعيرات الطبيعية هي الأكثر تفضيلًا في صناعة مستحضرات التجميل ، إلا أن الشعيرات نفسها يمكن أن تسبب حساسية لشعر الحيوان. 
قد تتحكم الشعيرات الطبيعية في المنتج بسهولة أكبر عند مزجه أو حتى تعبئته على أحد المنتجات ، نظرًا لاحتوائها على مسام الشعر.

#### أنواع الشعيرات الطبيعية
- السمور
- معزة
- غرير
- مهر
- سنجاب
- ذكور السمور
- ابن عرس
- شعر كلب جيرمن